# Megachile beutenmulleri
Megachile beutenmulleri là một loài Hymenoptera trong họ Megachilidae. Loài này được Cockerell mô tả khoa học năm 1907.